# Ruth Fry

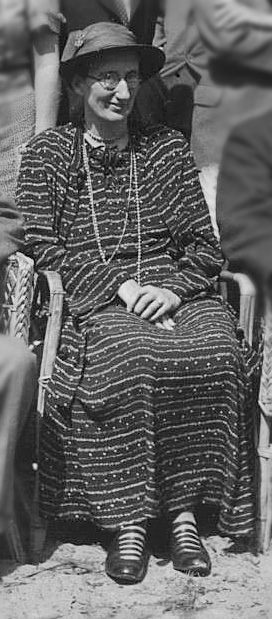
Ruth Fry

Anna Ruth Fry (* 4. September 1878 in Highgate, London; † 26. April 1962) war eine britische Quäkerin und Friedensaktivistin.

## Leben und Tätigkeit
Fry stammte aus einer dem Quäkertum angehörenden Familie der oberen Mittelklasse. Ihr Vater war der Richter Edward Fry, der durch seine Zugehörigkeit zum Haager Tribunal von 1907 bekannt wurde. Sie wurde zu Hause erzogen und ausgebildet und begann sich dann, beeinflusst durch die Tätigkeit ihres Vaters, als Friedensaktivistin zu betätigen: Während des Südafrikanischen Krieges („Burenkrieg“) übernahm sie den Vorsitz der South African Committee for Friends Service Council, der Quäkerhilfe für die Opfer dieses Krieges.
Während des Ersten Weltkriegs wurde Fry Generalsekretärin der Quäkerhilfe für Kriegsopfer (Friends War Victims Relief Committee). In dieser Stellung bereiste sie verschiedene Kriegsschauplätze um die Voraussetzungen für eine Hilfeleistung vor Ort zu schaffen. In der Praxis widmete die Quäkerhilfe sich insbesondere der Versorgung der Bewohner von kriegsbetroffenen Gebieten sowie Flüchtlingen mit Lebensmitteln und Medikamenten. Den Posten der Generalsekretärin der Quäkerhilfe behielt Fry auch nach dem Krieg noch bis 1924 bei. In den Nachkriegsjahren galt das Augenmerk der Arbeit ihrer Organisation der Unterstützung der Bevölkerung von durch den Krieg direkt verwüsteten Gebieten oder ökonomisch von ihm schwer in Mitleidenschaft gezogenen Gebieten, so z. B. auch des Ruhrgebietes.
Während der großen Hungersnot, die in weiten Teilen Russlands in den ersten Jahren nach dem Ersten Weltkrieg herrschte, amtierte Fry als Vorsitzende des Russian Famine Relief Fund, der sich maßgeblich an der Organisation von Lebensmittellieferungen (insbesondere von Getreide) für die hungernde Bevölkerung der von der Hungersnot beteiligte.
Ihre Erlebnisse während des Ersten Weltkrieges und in Russland legte Fry in einem Erinnerungsbuch nieder, das den Auftakt für eine lange Reihe von pazifistischen Publikationen, die sie veröffentlichte, bildete. Zudem amtierte Fry in den 1920er Jahren als Ehrenvorsitzende der pazifistischen Organisation National Council for the Prevention of War und Schatzmeisterin der Londoner Sektion der War Resisters’ International (1936–1937).

## Schriften
- A Quaker Adventure, 1926. (auf deutsch erschienen als: Ein Quäker-Wagnis. Die abenteuerliche Geschichte eines Friedensfeldzuges in und nach dem Weltkriege, Quäker-Verlag, Nürnberg 1933)
- Emily Hobhouse. A Memor Compiled by A. Ruth Fry, 1929.
- Quaker ways. An Attempt to explain Quaker Beliefs and Practices and to Illustrate them by the Lives and Activities of Friends of former days, London 1933. (auf Deutsch: Die Weise der Quäker, 1935)
- A Pacifist Replies to the Archbishop of York, 1935.
- The Quakers. Who are They?, 1937.
- The Storm, 1940.
- John Bellers, 1654-1725, Quaker, Economist and Social Reformer, his Writings Reprinted with a Memoir, London 1935.
- The Storm, 1940.
- Three Visits to Russia (1922-25), 1942.
- 1945. Annus Mirabilis, 1945.
- A Simple Faith, 1951.
- Force and Failure, 1951.
- An Unarmed World, 1954.